# Paweł Raczkowski
Paweł Raczkowski (Warschau, 10 mei 1983) is een Pools voetbalscheidsrechter. Hij is in dienst van FIFA en UEFA sinds 2013. Ook leidt hij sinds 2010 wedstrijden in de Ekstraklasa.
Op 18 juli 2013 debuteerde Raczkowski in Europees verband tijdens een wedstrijd tussen Irtysj Pavlodar en Široki Brijeg in de voorronde van de UEFA Europa League; het eindigde in 3–2 en de Poolse leidsman gaf zes gele kaarten. Zijn eerste interland floot hij op 27 mei 2014, toen Japan met 1–0 won van Cyprus. Tijdens dit duel gaf Raczkowski alleen een gele kaart aan Shinji Okazaki.

## Interlands
| Datum            | Plaats                 | Wedstrijd                   | Uitslag | Competitie             | Kreeg geel | Kreeg voor de tweede keer geel en dus rood | Weggestuurd |
| ---------------- | ---------------------- | --------------------------- | ------- | ---------------------- | ---------- | ------------------------------------------ | ----------- |
| 27 mei 2014      | Saitama, Japan         | Japan – Cyprus              | 1 – 0   | Vriendschappelijk      | 1          | 0                                          | 0           |
| 18 november 2014 | Dublin, Ierland        | Ierland – Verenigde Staten  | 4 – 1   | Vriendschappelijk      | 6          | 0                                          | 0           |
| 17 november 2015 | Žilina, Slowakije      | Slowakije – IJsland         | 3 – 1   | Vriendschappelijk      | 1          | 0                                          | 0           |
| 10 oktober 2016  | Loulé, Portugal        | Gibraltar – België          | 0 – 6   | WK 2018 kwalificatie   | 1          | 0                                          | 0           |
| 11 november 2016 | Attard, Malta          | Malta – Slovenië            | 0 – 1   | WK 2018 kwalificatie   | 6          | 0                                          | 0           |
| 5 september 2017 | Chisinau, Moldavië     | Moldavië – Wales            | 0 – 2   | WK 2018 kwalificatie   | 5          | 0                                          | 0           |
| 10 november 2017 | Londen, Engeland       | Engeland – Duitsland        | 0 – 0   | Vriendschappelijk      | 2          | 0                                          | 0           |
| 14 oktober 2018  | Sotsji, Rusland        | Rusland – Turkije           | 2 – 0   | Nations League 2018/19 | 3          | 0                                          | 0           |
| 24 maart 2019    | Belfast, Noord-Ierland | Noord-Ierland – Wit-Rusland | 2 – 1   | EK 2020 kwalificatie   | 1          | 0                                          | 0           |
| 14 oktober 2019  | Vilnius, Litouwen      | Litouwen – Servië           | 1 – 2   | EK 2020 kwalificatie   | 3          | 0                                          | 0           |
| 15 november 2019 | Jerevan, Armenië       | Armenië – Griekenland       | 0 – 1   | EK 2020 kwalificatie   | 6          | 0                                          | 0           |
| 8 september 2020 | Brussel, België        | België – IJsland            | 5 – 1   | Nations League 2020/21 | 1          | 0                                          | 0           |
| 18 november 2020 | Netanja, Israël        | Israël – Schotland          | 1 – 0   | Nations League 2020/21 | 5          | 0                                          | 0           |
| 31 maart 2021    | Vilnius, Litouwen      | Litouwen – Italië           | 0 – 2   | WK 2022 kwalificatie   | 6          | 0                                          | 0           |
| 8 september 2021 | Kazan, Rusland         | Wit-Rusland – België        | 0 – 1   | WK 2022 kwalificatie   | 5          | 0                                          | 0           |
| 12 oktober 2021  | Pristina, Kosovo       | Kosovo – Georgië            | 1 – 2   | WK 2022 kwalificatie   | 8          | 0                                          | 0           |
| 2 juni 2022      | Belgrado, Servië       | Servië – Noorwegen          | 0 – 1   | Nations League 2022/23 | 3          | 0                                          | 0           |
| 26 maart 2024    | Dublin, Ierland        | Ierland – Zwitserland       | 0 – 1   | Vriendschappelijk      | 2          | 0                                          | 0           |
| 8 juni 2024      | Brussel, België        | België – Luxemburg          | 3 – 0   | Vriendschappelijk      | 1          | 0                                          | 0           |
| 19 november 2024 | Solna, Zweden          | Zweden – Azerbeidzjan       | 6 – 0   | Nations League 2024/25 | 6          | 0                                          | 0           |

Laatst bijgewerkt op 20 november 2024.